# ريتشارد إليوت
ريتشارد إليوت (بالإنجليزية: Richard Elliott)‏ هو عازف الأرغن أمريكي، ولد في 1957.